# سوميت (نيوجيرسي)
سوميت (بالإنجليزية: Summit city, New Jersey)‏ هي مدينة تقع بولاية نيوجيرسي في الولايات المتحدة. تبلغ مساحتها 15.66 كم2، وترتفع عن سطح البحر 113.99520000000001 م، بلغ عدد سكانها 21,457 نسمة في عام 2010 حسب إحصاء مكتب تعداد الولايات المتحدة وتصل الكثافة السكانية فيها 1,370.2 نسمة لكل كيلومتر مربع (3,548.8/ميل2).

## التركيبة السكانية
حدّد مكتب تعداد الولايات المتحدة بيانات التركيبة السكانية لسوميت في تعداد الولايات المتحدة. في ما يلي، التركيبة السكانية حسب تعدادي 2000 و2010.

### تعداد عام 2000
بلغ عدد سكان سوميت 21,131 نسمة بحسب تعداد عام 2000، وبلغ عدد الأسر 7,897 أسرة وعدد العائلات 5,610 عائلة مقيمة في المدينة. في حين سجلت الكثافة السكانية 1,349.4 نسمة لكل كيلومتر مربع (3,494.9/ميل2). وبلغ عدد الوحدات السكنية 8,146 وحدة بمتوسط كثافة قدره 520.2 لكل كيلومتر مربع (1,347.3/ميل2).
وتوزع التركيب العرقي للمدينة بنسبة 87.77% من البيض و4.33% من الأمريكيين الأفارقة و0.09% من الأمريكيين الأصليين و4.45% من الأمريكيين ذوي الأصول الآسيوية و0.01% من سكان جزر المحيط الهادئ و1.70% من الأعراق الأخرى و1.65% من عرقين مختلطين أو أكثر و10.17% من الهسبانيون أو اللاتينيون من أي عرق.
بلغ عدد الأسر 7,897 أسرة كانت نسبة 36.8% منها لديها أطفال تحت سن الثامنة عشر تعيش معهم، وبلغت نسبة الأزواج القاطنين مع بعضهم البعض 61.1% من أصل المجموع الكلي للأسر، ونسبة 7.8% من الأسر كان لديها معيلات من الإناث دون وجود شريك، بينما كانت نسبة 2.2% من الأسر لديها معيلون من الذكور دون وجود شريكة وكانت نسبة 29% من غير العائلات. تألفت نسبة 23.9% من أصل جميع الأسر من عدة أفراد يعيشون في نفس المنزل ونسبة 10.2% كانت تتألف من شخص يعيش بمفرده يبلغ من العمر 65 عاماً أو أكثر. وبلغ متوسط حجم الأسرة المعيشية 2.67، أما متوسط حجم العائلات فبلغ 3.18.
بلغ العمر الوسطي للسكان 37.3 عاماً. وكانت نسبة 27% من القاطنين تحت سن الثامنة عشر، وكانت نسبة 4.4% بين الثامنة عشر والرابعة والعشرين عاماً، ونسبة 33% كانت واقعةً في الفئة العمرية ما بين الخامسة والعشرين والرابعة والأربعين عاماً، ونسبة 22.5% كانت ما بين الخامسة والأربعين والرابعة والستين، ونسبة 13.1% كانت ضمن فئة الخامسة والستين عاماً فما فوق. يوجد لكل 100 أنثى 93.7 ذكر، ويوجد لكل 100 أنثى في الثامنة عشر من عمرها فما فوق 89.1 ذكر.
بلغ متوسط دخل الأسرة في المدينة 92,964 دولارًا، أما متوسط دخل العائلة فبلغ 117,053 دولارًا. وكان متوسط دخل الذكور 85,625 دولارًا مقابل 46,811 دولارًا للإناث. وسجل دخل الفرد الخاص بالمدينة 62,598 دولارًا. وكانت نسبة 2.5% من العائلات ونسبة 4.2% من السكان تحت خط الفقر، وكان من هؤلاء نسبة 4.3% تحت سن الثامنة عشر ونسبة 4.3% في الخامسة والستين من العمر وما فوق.

### تعداد عام 2010
بلغ عدد سكان سوميت 21,457 نسمة بحسب تعداد عام 2010، وبلغ عدد الأسر 7,708 أسرة وعدد العائلات 5,517 عائلة مقيمة في المدينة. في حين سجلت الكثافة السكانية 1,370.2 نسمة لكل كيلومتر مربع (3,548.8/ميل2). وبلغ عدد الوحدات السكنية 8,190 وحدة بمتوسط كثافة قدره 523 لكل كيلومتر مربع (1,354.6/ميل2).
وتوزع التركيب العرقي للمدينة بنسبة 83.54% من البيض و4.52% من الأمريكيين الأفارقة و0.14% من الأمريكيين الأصليين و6.38% من الأمريكيين ذوي الأصول الآسيوية و0.01% من سكان جزر المحيط الهادئ و2.84% من الأعراق الأخرى و2.56% من عرقين مختلطين أو أكثر و13.29% من الهسبانيون أو اللاتينيون من أي عرق.
بلغ عدد الأسر 7,708 أسرة كانت نسبة 40.9% منها لديها أطفال تحت سن الثامنة عشر تعيش معهم، وبلغت نسبة الأزواج القاطنين مع بعضهم البعض 60.6% من أصل المجموع الكلي للأسر، ونسبة 8.2% من الأسر كان لديها معيلات من الإناث دون وجود شريك، بينما كانت نسبة 2.8% من الأسر لديها معيلون من الذكور دون وجود شريكة وكانت نسبة 28.4% من غير العائلات. تألفت نسبة 23.4% من أصل جميع الأسر من عدة أفراد يعيشون في نفس المنزل ونسبة 10.2% كانت تتألف من شخص يعيش بمفرده يبلغ من العمر 65 عاماً أو أكثر. وبلغ متوسط حجم الأسرة المعيشية 2.77، أما متوسط حجم العائلات فبلغ 3.29.
بلغ العمر الوسطي للسكان 39.7 عاماً. وكانت نسبة 29% من القاطنين تحت سن الثامنة عشر، وكانت نسبة 4.9% بين الثامنة عشر والرابعة والعشرين عاماً، ونسبة 25.6% كانت واقعةً في الفئة العمرية ما بين الخامسة والعشرين والرابعة والأربعين عاماً، ونسبة 28.6% كانت ما بين الخامسة والأربعين والرابعة والستين، ونسبة 11.9% كانت ضمن فئة الخامسة والستين عاماً فما فوق. وتوزع التركيب الجنسي للسكان بنسبة 49.2% ذكور و50.8% إناث.

## وصلات خارجية
- الموقع الرسمي